# Atháni
Atháni, en grec moderne : Αθάνι, est un village du dème de Leucade, district régional de Leucade, en Grèce.
Selon le recensement de 2011, la population du village compte 204 habitants.
Entre la localité et le village d'Ágios Nikólaos Nirás (el) se situe la plage de Pórto Katsíki.